# نورمان أو. براون
نورمان أو. براون (بالإنجليزية: Norman O. Brown)‏ هو باحث في تاريخ العصور الكلاسيكية وكاتب أمريكي، ولد في 25 سبتمبر 1913 في El Oro Municipality ‏ في المكسيك، وتوفي في 2 أكتوبر 2002 في سانتا كروز في الولايات المتحدة.

## وصلات خارجية
- نورمان أو. براون على موقع إن إن دي بي (الإنجليزية)